# Лісна Стінка
Лісна́ Сті́нка — село (до 2009 — селище) в Україні, у Куп'янському районі Харківської області. Входить до складу Курилівської сільської громади. Населення становить 494 осіб. До 2020 року орган місцевого самоврядування — Лісностінківська сільська рада.

## Географія
Село Лісна Стінка розташоване на правому березі Оскільського водосховища, вище за течією на відстані 5 км розташоване село Сенькове, нижче за течією на відстані 1 км розташоване село Хомине, на протилежному березі — село Богуславка (Ізюмський район). До села примикає невеликий лісовий масив.

## Історія
Одне з наймолодших сіл Куп'янщини. Засноване на початку ХІХ століття. Назву дістало завдяки лісу, що знаходився поблизу, утворюючи суцільну стіну.
1943 року, під час війни поблизу села відбувся найкровопролитніший на Куп'янщині бій.
Хутір Генове (нині не існуючий), був першим поселенням на території, що нині входить у межі сучасного району. Він заснований у 1605 році.
Вийшли у поле дорослі і діти, Вбитих уклали у яму по-братськи…
Вічно про поле те серцю щеміти, Вічне ймення йому — Поле Солдатське.
19 липня 2020 року, в результаті адміністративно - територіальної реформи та ліквідації колишнього Куп'янського району (1923— 2020), село увійшло до складу новоутвореного Куп'янського району Харківської області. 
1 липня 2024 року російським бомбардуванням частково зруйновано сільську школу.

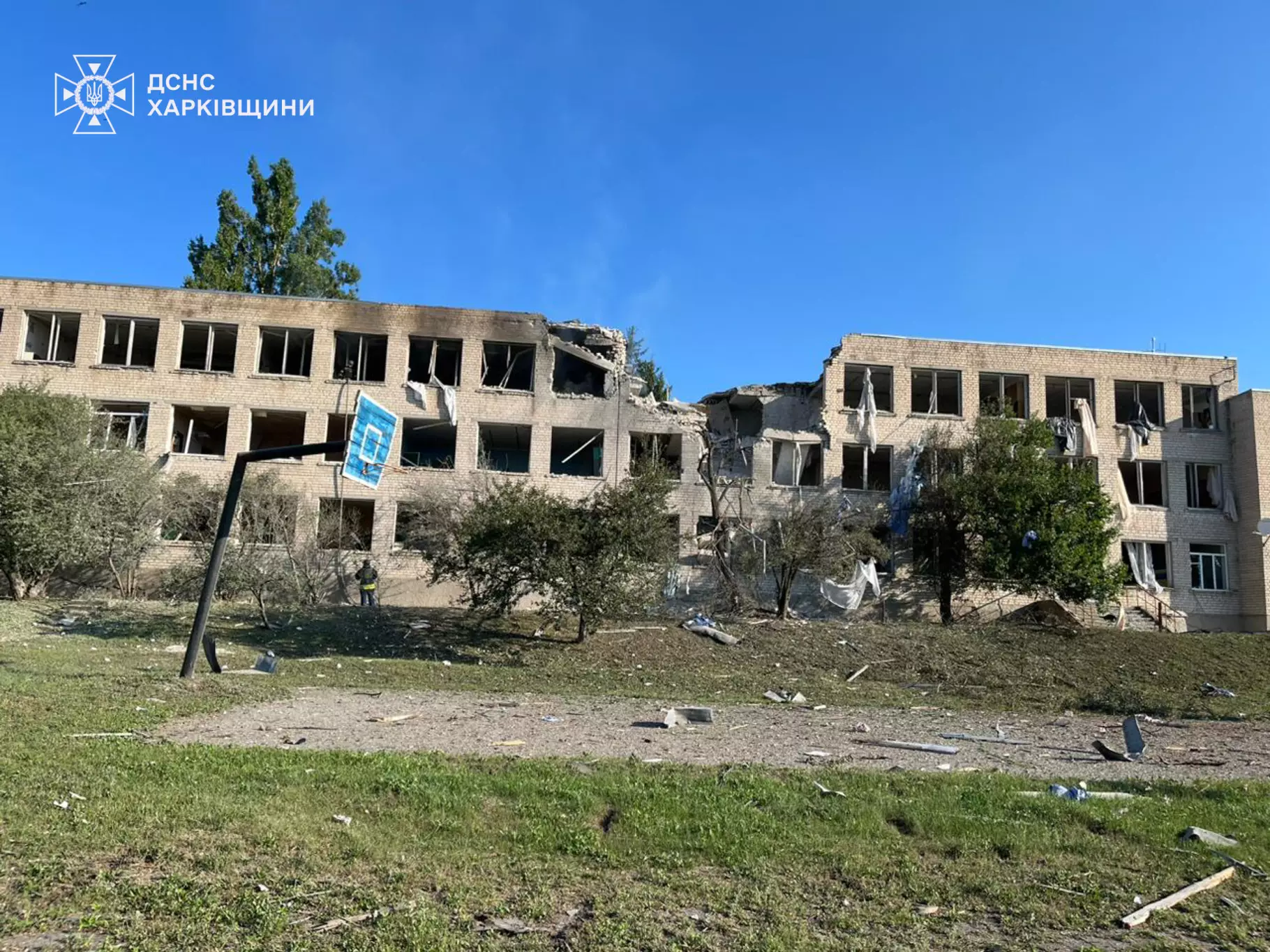
Школа в селі після російського бомбардування

## Населення

### Мова
Розподіл населення за рідною мовою за даними перепису 2001 року:
| Мова            | Кількість | Відсоток |
| --------------- | --------- | -------- |
| українська      | 404       | 81.78%   |
| російська       | 89        | 18.02%   |
| інші/не вказали | 1         | 0.20%    |
| Усього          | 494       | 100%     |

## Економіка
- Машинно-тракторні майстерні.
- ПСП «Лісна стінка».

## Культура
Лісностінківська сільська бібліотека
В повоєнні роки й до 1953 року бібліотека в селі Лісна Стінка була розташована в приміщенні чотирикласної школи в одній маленькій кімнатці. З 1953 по 1960 роки вона містилися в різних приміщеннях і працювали в ній Золотухіна В. П., Богатирська М., Грабницький О., Коваленко С. І., Сенчишина Н. Л., Ситник Г. А.
З 1971 по 2003 роки бібліотеці було виділено невелике приміщення. В ньому також знаходився клуб і контора колгоспу. Книжковий фонд складав на той час 2600 примірників. З початком централізації в 1977 році бібліотека стає філією Куп'янської централізованої бібліотечної системи.
В 1986 році в селі збудували новий сільський клуб. Для бібліотеки на 2-му поверсі було виділено приміщення понад 100 м² з читальною залою на 20 місць та книгосховищем. Бібліотека й нині міститься в приміщенні сільського клубу. Книжковий фонд укомплектований літературою українською і російськими мовами та налічує 12523 примірника. Користувачами бібліотеки є всі категорії населення. Бібліотека співпрацює з клубом, школою, сільською радою, фермерськими господарствами. З 2004 року завідувачем Лісностінківської сільської філії стала Цапенко Лілія Костянтинівна. У своїй роботі вона використовує різноманітні форми роботи: проводить інформаційні години, тематичні вечори, бесіди, оформлює книжкові виставки, перегляди літератури. Для дітей працює клуб «Природа — душа народу». Важливий напрямок роботи  Лісностінківської бібліотеки — збереження історичної та культурної спадщини нашого краю. В бібліотеці оформлено краєзнавчий куточок.
У 2013 році народний депутат України В. М. Остапчук подарував бібліотеці комп'ютер.

## Об'єкти соціальної сфери
- Лісностінківська ЗОШ І-ІІІ ступенів.
- Будинок культури.